# Mala Tokarivka, Dzerjînsk
Mala Tokarivka (în ucraineană Мала Токарівка) este un sat în comuna Vilha din raionul Dzerjînsk, regiunea Jîtomîr, Ucraina.

## Demografie
Componența lingvistică a localității Mala Tokarivka
     Ucraineană (99,38%)
     Alte limbi (0,63%)
Conform recensământului din 2001, majoritatea populației localității Mala Tokarivka era vorbitoare de ucraineană (99,38%), existând în minoritate și vorbitori de alte limbi.